# Maria Clementina Sobieska
Maria Clementina Sobieska (Olava, 18 de julho de 1702 – Roma, 18 de janeiro de 1735) foi uma nobre polonesa, neta do rei João III Sobieski, e esposa de Jaime Francisco Eduardo Stuart, filho do rei Jaime II & VII, pretendente do trono britânico e reconhecida como Rainha da Inglaterra pelo papado. Eles tiveram dois filhos, Carlos Eduardo Stuart e Henrique Benedito Stuart, os quais continuaram, sem sucesso, a reivindicação ao trono do pai e avô.

## Família
Nascida no dia 18 de julho de 1702 em Olava, Silésia, então território da República das Duas Nações, atual Polônia. Era filha de Jaime Luís Sobieski, Príncipe Real da Polônia, filho mais velho do rei João III Sobieski da Polônia, e da sua esposa a condessa palatina Edviges Isabel de Neuburgo. Maria Clementina tinha uma irmã mias velha, Maria Carolina, que tornou-se Duquesa de Bulhão pelo casamento. 

## Casamento

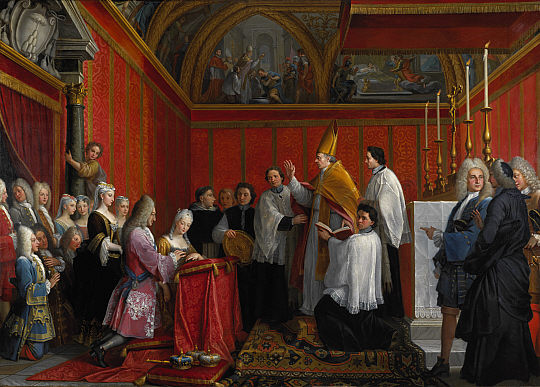
Casamento do pretendente jacobita Jaime Francisco Eduardo Stuart e Maria Clementina Sobieska
Agostino Masucci, 1735, Galeria Nacional Escocesa de Retratos

Sendo uma das herdeiras mais ricas da Europa, herdando vastas propriedades na Polônia de seu avô paterno, ela tornou-se noiva de Jaime Francisco Eduardo Stuart, pretendente jacobita ao trono inglês. O rei Jorge I da Grã-Bretanha se opôs ao casamento porque temia que a união pudesse produzir herdeiros para reivindicar seu trono. Para impedir o casamento, o Sacro Imperador Romano Carlos VI, o primo-irmão materno de Maria Clementina mas aliado a Jorge I, mandou prendê-la em seu caminho a Itália para se casar com Jaime Francisco Eduardo. Ela foi confinada no Castelo de Innsbruck, mas eventualmente os guardas foram enganados e, com a ajuda de Charles Wogan, Maria Clementina escapou para Bolonha, onde, para proteção contra futuras intrusões, ela casou-se por procuração com Jaime, que estava na Espanha naquela altura. O pai de Maria Clementina aprovou sua fuga, declarando que, como ela se tornou noiva do pretendente jacobita, ela deveria "seguir sua fortuna e sua causa".
Maria Clementina e Jaime Francisco Eduardo casaram-se pessoalmente no dia 3 de setembro de 1719 na Catedral de Santa Margherita, em Montefiascone, Itália. Após o casamento, Jaime e Maria Clementina foram convidados a residir em Roma a pedido especial do Papa Clemente XI, que os reconheceu como rei e rainha da Inglaterra, Escócia e Irlanda.

## Rainha titular
O Papa forneceu-lhes uma guarda e deu-lhes o Palazzo Muti na Piazza dei Santi Apostoli em Roma para viverem, bem como uma vila de campo em Albano. A Igreja Católica também lhes concedeu um subsídio anual de 12.000 coroas do tesouro papal. Os papas Clemente XI e Inocêncio XIII consideravam Jaime e Maria Clementina, ambos católicos, os legítimos rei e rainha da Inglaterra, Escócia e Irlanda.

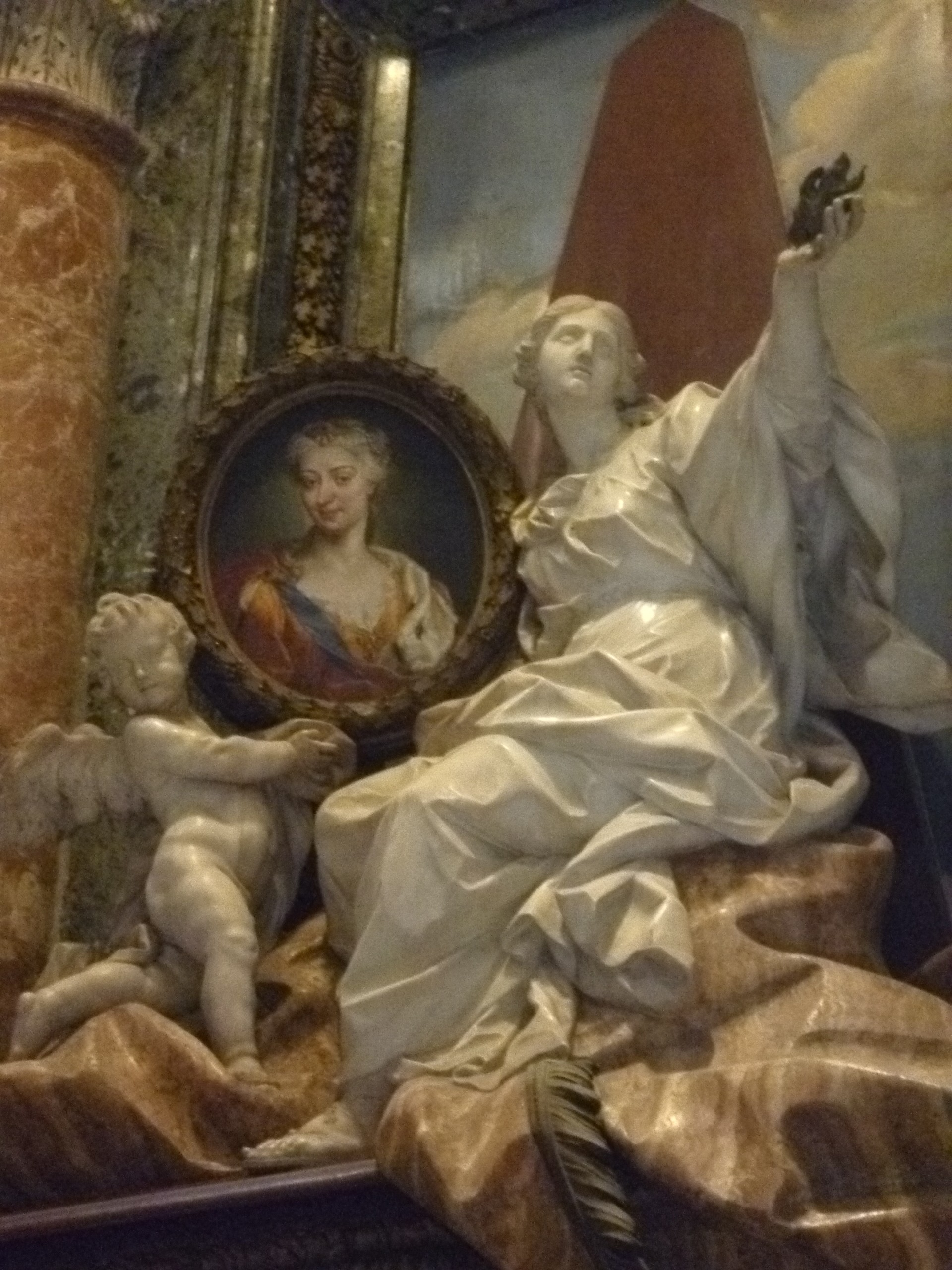
Monumento à Maria Clementina, na Basílica de São Pedro, Roma

A vida matrimonial de Jaime e Maria Clementina foi turbulenta e infeliz. Alegadamente, Jaime inicialmente teve uma impressão favorável por ela devido a sua beleza, no entanto ela não gostava dele e o achava feio e de natureza passiva. Ela se tornou amiga da governanta de seu filho, a Sra. Sheldon, que se tornou sua confidente e favorita. Por outro lado, ela não gostou da influência do favorito de James, John Hay de Cromlix, e da sua esposa Marjorie Hay, e supostamente, ela suspeitava que Jaime tivesse um caso com Marjorie.
Em 1725, logo após o nascimento do segundo filho, Jaime despediu a Sra. Sheldon e nomeou James Murray como o guardião de seus filhos contra a vontade de Maria Clementina. Ela o deixou e foi viver no convento de Santa Cecília em Roma com sua favorita e o resto de sua comitiva pessoal. Ela acusou o marido de adultério, enquanto ele alegou que era pecado deixá-lo e aos filhos. Seguindo o conselho do cardeal Alberoni, que alegou que era sua única chance de obter apoio contra o marido, Maria Clementina afirmou que Jaime desejava dar a seu filho uma educação protestante.
Essa acusação garantiu a ela o apoio do Papa e do Reino da Espanha contra Jaime e a simpatia do público quando ela exigiu que Jaime removesse o duque de Dunbar e os Hays de sua corte e reintegrasse a Sra. Sheldon em sua posição. Em abril de 1726, Jaime concedeu permissão aos filhos para visitá-la. Todo o caso foi visto como um escândalo na Europa e relatado por agentes anti-jacobitas em Roma. Em maio de 1727, através da mediação do duque de Liria, Jaime removeu o casal Hay de sua corte, e em janeiro de 1728, Maria Clementina e Jaime reconciliaram-se em Bolonha.
Na prática, porém, Maria Clementina e Jaime viveram o resto do casamento separados. Jaime preferiu residir em Albano, enquanto Maria Clementina morou no Palazzo Muti em Roma. Ela era propensa à depressão, gastando muito de seu tempo orando e submetendo-se ao jejum religioso e outros rituais ascéticos católicos, o que se acredita ter desempenhado um papel no fato de que ela nunca mais concebeu. Suas relações sexuais com Jaime logo foram interrompidas. Raramente jantavam juntos e, embora estivessem oficialmente reconciliados, ela preferia evitá-lo fora de ocasiões formais. Maria Clementina realizou as funções cerimoniais que tinha como rainha jacobita, em junho de 1729, por exemplo, ela concedeu uma audiência para Montesquieu. Sua favorita, a Sra. Sheldon, não residia oficialmente na corte jacobita, mas forneceu-lhe uma residência próxima a ela e a manteve como confidente. Sua relação com seu filho mais novo não era próxima, já que ele era o favorito de seu pai, mas ela era próxima de seu filho mais velho, Carlos, que era o seu favorito. Durante uma doença de Carlos em 1732, Maria Clementina cuidou dele, apesar do fato dele ter adoecido em Albano o que a forçou a reencontrar Jaime.

## Morte
Sua saúde foi enfraquecida por seu estilo de vida ascético e se deteriorou com o passar dos anos. Maria Clementina morreu aos 32 anos de idade no dia 18 de janeiro de 1735. Ela foi enterrada com honras reais na Basílica de São Pedro em Roma. O Papa Clemente XII ordenou que ela tivesse um enterro oficial. O Papa Bento XIV encomendou ao escultor Pietro Bracci um monumento em sua memória, que foi erguido na basílica.

## Descendência
| Imagem | Nome                     | Nascimento             | Morte                 | Notas                                                             |
| ------ | ------------------------ | ---------------------- | --------------------- | ----------------------------------------------------------------- |
|        | Carlos Eduardo Stuart    | 31 de dezembro de 1720 | 31 de janeiro de 1788 | Casou-se com Luísa de Stolberg-Gedern, sem descendência legítima. |
|        | Henrique Benedito Stuart | 11 de março de 1725    | 13 de julho de 1807   | Não se casou, seguiu a carreira eclesiástica.                     |